# Copa CEV de Voleibol Feminino de 2022–23
O Copa CEV de Voleibol Feminino de 2022-23 foi a quinquagésima primeira edição da segunda maior competição de clubes de voleibol feminino da Europa, organizada pela CEV com duração de 13 de dezembro de 2022 a 12 de abril de 2023 e contanto com 35 participantes

## Formato de disputa
A fase principal acontece com jogos eliminatórios, de ida e volta, com 35 clubes, destes 31 se qualificaram e 4 qualificaram após eliminação da Liga dos Campeões de 2022-23,  nesta fase disputam a pré-oitavas de final, as 16 melhores equipes classificam para a as oitavas de final, de forma análoga a quartas de final, todas com jogos de ida e volta, o mesmo ocorrendo na fase final (semifinais e final), definindo o campeão e o vice-campeão.
A classificação é determinada pelo número de partidas ganhas. Em caso de empate no número de partidas ganhas por duas ou mais equipes, sua classificação é baseada nos seguintes critérios:
- resultado de pontos (placar de 3-0 ou 3-1 garantiu três pontos para a equipe vencedora e nenhum para a equipe derrotada; já o placar de 3-2 garantiu dois pontos para a equipe vencedora e um para a perdedora);
- quociente de set (o número total de sets ganhos dividido pelo número total de sets perdidos);
- quociente de pontos (o número total de pontos marcados dividido pelo número total de pontos perdidos);
- resultados de confrontos diretos entre as equipes em questão.

## Equipes participantes
O sorteio dos confrontos dos 35 times participantes foi divulgado em 28 de junho de 2022 na cidade de Luxemburgo (cidade)
| Rank | País                 | Número de equipes | Equipes                                                      |
| ---- | -------------------- | ----------------- | ------------------------------------------------------------ |
| 1    | Turquia              | 2                 | Galatasaray Daikin Istanbul, Türk Hava Yolları               |
| 2    | Alemanha             | 3                 | Dresdner SC, Schweriner SC,SC Potsdam2                       |
| 3    | Roménia              | 3                 | CS Orășenesc Voluntari CSM Târgoviște2, CSM Volei Alba Blaj2 |
| 4    | França               | 3                 | Venelles, Terville Florange, ASPTT Mulhouse Volley-Ball2     |
| 5    | Hungria              | 2                 | Békéscsabai RSE, Balatonfüredi RSE                           |
| 6    | Itália               | 2                 | Busto Arsizio,Scandicci Savino Del Bene                      |
| 7    | Chéquia              | 3                 | UP Olomouc, Dukla Liberec, Královo Pole                      |
| 8    | Suíça                | 2                 | Neuchâtel Université, Voléro Zürich                          |
| 9    | Bélgica              | 2                 | Volleybalclub Oudegem, VDK Gent Dames1                       |
| 10   | Croácia              | 2                 | OK Kaštela, Mladost Zagreb1                                  |
| 11   | Grécia               | 2                 | Olympiacos, PAOK                                             |
| 12   | Eslovênia            | 2                 | OK Branik, OK Kamnik1                                        |
| 13   | Espanha              | 2                 | Gran Canaria Urbaser, CV Kiele Socuéllamos                   |
| 14   | Sérvia               | 1                 | Železničar Lajkovac                                          |
| 15   | Polónia              | 1                 | Budowlani Łódź                                               |
| 20   | Bósnia e Herzegovina | 1                 | ŽOK Bimal-Jedinstvo Brčko1                                   |
| 22   | Finlândia            | 2                 | LP Kangasala, Pölkky Kuusamo1                                |

1.↑  Disputaram as qualificatórias da Liga dos Campeões de 2022-23.
2.↑  Após eliminação na Fase de Grupos da Liga dos Campeões avançaram automaticamente para as oitavas de final,

## Fase principal

### Pré-oitavas de final
| Equipe 1                  | Total                                                                                               | Equipe 2                    | 1.º jogo                                                                | 2.º jogo |     |
| ------------------------- | --------------------------------------------------------------------------------------------------- | --------------------------- | ----------------------------------------------------------------------- | -------- | --- |
| Olympiacos                | 6–0                                                                                                 | OK Kamnik                   | 3–1                                                                     | 3–0      |     |
| Královo Pole              | 4–2                                                                                                 | PAOK                        | 2–3                                                                     | 3–1      |     |
| OK Kaštela                | 0–6                                                                                                 | Balatonfüredi RSE           | 1–3                                                                     | 1–3      |     |
| Venelles                  | 2–4                                                                                                 | Dukla Liberec               | 0–3                                                                     | 3–2      |     |
| Volleybalclub Oudegem     | 1–5                                                                                                 | CV Kiele Socuéllamos        | 0–3                                                                     | 2–3      |     |
| Voléro Zürich             | 2–4                                                                                                 | VDK Gent Dames              | 1–3                                                                     | 3–2      |     |
| Gran Canaria Urbaser      | 6–0                                                                                                 | Bye                         | 3–0                                                                     | 3–0      |     |
| CS Orășenesc Voluntari    | 1–5                                                                                                 | Budowlani Łódź              | 0–3                                                                     | 2–3      |     |
| LP Kangasala              | 0–6                                                                                                 | Mladost Zagreb              | 0–3                                                                     | 0–3      |     |
| Scandicci Savino Del Bene | 6–0                                                                                                 | Galatasaray Daikin Istanbul | 3–1                                                                     | 3–0      |     |
| 3–2                       | ŽOK Železničar Lajkovac {{country data Železničar Lajkovac]]\|ÍconeBandeira/core\|variant=\|size=}} | SRB                         | {{country data Schweriner SC\|ÍconeBandeira/core\|variant=\|size=}} 2–4 | ALE      | 0–3 |
| Békéscsabai RSE           | 0–6                                                                                                 | ŽOK Bimal-Jedinstvo Brčko   | 3–1                                                                     | 3–0      |     |
| OK Branik                 | 6–0                                                                                                 | Pölkky Kuusamo              | 3–0                                                                     | 3–0      |     |
| Dresdner SC               | 1–5                                                                                                 | Busto Arsizio               | 1–3                                                                     | 2–3      |     |
| Terville Florange         | 6–0                                                                                                 | UP Olomouc                  | 3–0                                                                     | 3–0      |     |
| Türk Hava Yolları         | 6–0                                                                                                 | Neuchâtel Université        | 3–0                                                                     | 3–0      |     |

Jogos de ida
| Data       | Hora  |                             | Placar |                           | Set 1 | Set 2 | Set 3 | Set 4 | Set 5 | Total  | Relatório |
| ---------- | ----- | --------------------------- | ------ | ------------------------- | ----- | ----- | ----- | ----- | ----- | ------ | --------- |
| 13/12/2022 | 20:00 | OK Kamnik                   | 1–3    | Olympiacos                | 18–25 | 25–20 | 27–29 | 20–25 |       | 90–99  | Relatório |
| 14/12/2022 | 18:00 | Budowlani Łódź              | 3–0    | CS Orășenesc Voluntari    | 25–21 | 25–16 | 25–11 |       |       | 75–48  | Relatório |
| 14/12/2022 | 18:00 | Balatonfüredi RSE           | 3–1    | OK Kaštela                | 27–25 | 23–25 | 25–18 | 25–16 |       | 100–84 | Relatório |
| 14/12/2022 | 18:00 | UP Olomouc                  | 0–3    | Terville Florange         | 23–25 | 16–25 | 18–25 |       |       | 57–75  | Relatório |
| 14/12/2022 | 18:30 | Pölkky Kuusamo              | 0–6    | OK Branik                 | 22–25 | 22–25 | 19–25 |       |       | 63–75  | Relatório |
| 14/12/2022 | 19:00 | Schweriner SC               | 3–0    | Železničar Lajkovac]      | 25–15 | 25–21 | 25–21 |       |       | 75–57  | Relatório |
| 14/12/2022 | 19:00 | ŽOK Bimal-Jedinstvo Brčko   | 1–3    | Békéscsabai RSE           | 8–25  | 14–25 | 25–23 | 16–25 |       | 63–98  | Relatório |
| 14/12/2022 | 20:30 | VDK Gent Dames              | 3–1    | Voléro Zürich             | 25–19 | 25–15 | 23–25 | 25–23 |       | 98–82  | Relatório |
| 14/12/2022 | 20:30 | Galatasaray Daikin Istanbul | 1–3    | Scandicci Savino Del Bene | 17–25 | 15–25 | 25–19 | 12–25 |       | 69–94  | Relatório |
| 14/12/2022 | 20:30 | Busto Arsizio               | 3–1    | Dresdner SC               | 25–18 | 25–20 | 16–25 | 25–23 |       | 91–86  | Relatório |
| 15/12/2022 | 16:00 | PAOK                        | 3–2    | Královo Pole              | 14–25 | 15–25 | 25–22 | 25–10 | 15–11 | 94–93  | Relatório |
| 15/12/2022 | 20:00 | Dukla Liberec               | 3–0    | Venelles                  | 25–17 | 25–17 | 25–23 |       |       | 75–57  | Relatório |
| 15/12/2022 | 20:00 | CV Kiele Socuéllamos ]      | 3–0    | Volleybalclub Oudegem     | 25–14 | 25–18 | 25–13 |       |       | 75–45  | Relatório |
| 15/12/2022 | 20:00 | Bye                         | 0–3    | Gran Canaria Urbaser      | 0–25  | 0–25  | 0–25  |       |       | 0–75   | Relatório |
| 15/12/2022 | 20:00 | Mladost Zagreb              | 3–0    | LP Kangasala              | 25–17 | 25–14 | 25–16 |       |       | 75–47  | Relatório |
| 15/12/2022 | 20:00 | Neuchâtel Université        | 0–3    | Türk Hava Yolları         | 15–25 | 18–25 | 21–25 |       |       | 54–75  | Relatório |

Jogos de volta
| Data       | Hora  |                           | Placar |                             | Set 1 | Set 2 | Set 3 | Set 4 | Set 5 | Total   | Relatório |
| ---------- | ----- | ------------------------- | ------ | --------------------------- | ----- | ----- | ----- | ----- | ----- | ------- | --------- |
| 20/12/2022 | 18:00 | Türk Hava Yolları         | 3–0    | Neuchâtel Université        | 25–20 | 25–20 | 25–14 |       |       | 75–54   | Relatório |
| 20/12/2022 | 18:30 | LP Kangasala              | 0–3    | Mladost Zagreb              | 19–25 | 23–25 | 16–25 |       |       | 58–75   | Relatório |
| 20/12/2022 | 20:00 | Olympiacos                | 3–0    | OK Kamnik                   | 25–21 | 25–20 | 25–16 |       |       | 75–57   | Relatório |
| 20/12/2022 | 20:00 | Gran Canaria Urbaser      | 3–0    | Bye                         | 25–0  | 25–0  | 25–0  |       |       | 75–0    | Relatório |
| 20/12/2022 | 20:00 | Scandicci Savino Del Bene | 3–0    | Galatasaray Daikin Istanbul | 25–14 | 25–19 | 25–21 |       |       | 75–54   | Relatório |
| 20/12/2022 | 20:30 | Voléro Zürich             | 3–2    | VDK Gent Dames              | 37–35 | 14–25 | 25–22 | 23–25 | 15–11 | 114–118 | Relatório |
| 21/12/2022 | 17:00 | CS Orășenesc Voluntari    | 2–3    | Budowlani Łódź              | 28–26 | 25–19 | 24–26 | 20–25 | 11–15 | 108–111 | Relatório |
| 21/12/2022 | 18:00 | Královo Pole              | 3–1    | PAOK                        | 25–19 | 23–25 | 25–19 | 34–32 |       | 107–95  | Relatório |
| 21/12/2022 | 18:00 | OK Kaštela                | 1–3    | Balatonfüredi RSE           | 25–23 | 23–25 | 22–25 | 13–25 |       | 83–98   | Relatório |
| 21/12/2022 | 18:00 | Békéscsabai RSE           | 3–0    | ŽOK Bimal-Jedinstvo Brčko   | 25–15 | 25–14 | 25–16 |       |       | 75–45   | Relatório |
| 21/12/2022 | 18:00 | OK Branik                 | 3–0    | Pölkky Kuusamo              | 25–21 | 25–13 | 26–24 |       |       | 76–58   | Relatório |
| 21/12/2022 | 19:00 | Železničar Lajkovac]      | 3–2    | Schweriner SC               | 25–13 | 23–25 | 25–22 | 26–28 | 15–9  | 114–97  | Relatório |
| 21/12/2022 | 19:00 | Dresdner SC               | 2–3    | Busto Arsizio               | 20–25 | 22–25 | 25–21 | 25–20 | 13–15 | 105–106 | Relatório |
| 21/12/2022 | 19:30 | Terville Florange         | –      | UP Olomouc                  | 28–26 | 26–24 | 28–26 |       |       | 82–76   | Relatório |
| 21/12/2022 | 20:00 | Venelles                  | 3–2    | Dukla Liberec               | 21–25 | 27–25 | 25–16 | 22–25 | 15–10 | 110–101 | Relatório |
| 22/12/2022 | 20:00 | Volleybalclub Oudegem     | 2–3    | CV Kiele Socuéllamos        | 18–25 | 23–25 | 29–27 | 25–21 | 7–15  | 102–113 | Relatório |

### Oitavas de final
| Equipe 1                  | Total      | Equipe 2             | 1.º jogo | 2.º jogo |
| ------------------------- | ---------- | -------------------- | -------- | -------- |
| Královo Pole              | 1–5        | Olympiacos           | 0–3      | 2–3      |
| Dukla Liberec             | 6–0        | Balatonfüredi RSE    | 3–1      | 3–0      |
| VDK Gent Dames            | 4–2        | CV Kiele Socuéllamos | 2–3      | 3–1      |
| Budowlani Łódź            | 3–3        | Gran Canaria Urbaser | 1–3      | 3–1      |
| Budowlani Łódź            | Golden set | Gran Canaria Urbaser | 15       | 9        |
| Scandicci Savino Del Bene | 6–0        | Mladost Zagreb       | 3–0      | 3–1      |
| Békéscsabai RSE           | 1–5        | Schweriner SC        | 0–3      | 2–3      |
| Busto Arsizio             | 6–0        | OK Branik            | 3–0      | 3–0      |
| Türk Hava Yolları         | 6–0        | Terville Florange    | 3–1      | 3–0      |

Jogos de ida
| Data       | Hora  |                      | Placar |                           | Set 1 | Set 2 | Set 3 | Set 4 | Set 5 | Total  | Relatório |
| ---------- | ----- | -------------------- | ------ | ------------------------- | ----- | ----- | ----- | ----- | ----- | ------ | --------- |
| 10/01/2023 | 18:00 | OK Branik            | 0–3    | Busto Arsizio             | 21–25 | 17–25 | 19–25 |       |       | 57–75  | Relatório |
| 10/01/2023 | 20:30 | Mladost Zagreb       | 0–3    | Scandicci Savino Del Bene | 19–25 | 22–25 | 19–25 |       |       | 60–75  | Relatório |
| 11/01/2023 | 18:00 | Gran Canaria Urbaser | 3–1    | Budowlani Łódź            | 20–25 | 25–10 | 25–21 | 25–22 |       | 95–78  | Relatório |
| 11/01/2023 | 19:00 | Olympiacos           | 3–0    | Královo Pole              | 25–15 | 25–18 | 25–19 |       |       | 75–52  | Relatório |
| 11/01/2023 | 19:00 | Schweriner SC        | 3–0    | Békéscsabai RSE           | 25–20 | 27–25 | 25–22 |       |       | 77–67  | Relatório |
| 11/01/2023 | 19:30 | Terville Florange    | 1–3    | Türk Hava Yolları         | 15–25 | 25–23 | 14–25 | 24–26 |       | 78–99  | Relatório |
| 11/01/2023 | 20:00 | CV Kiele Socuéllamos | 3–2    | VDK Gent Dames            | 20–25 | 23–25 | 25–15 | 25–19 | 15–13 | 108–97 | Relatório |
| 12/01/2023 | 18:00 | Balatonfüredi RSE    | 1–3    | Dukla Liberec             | 23–25 | 25–20 | 15–25 | 21–25 |       | 84–95  | Relatório |

Jogos de volta
| Data       | Hora       |                           | Placar |                      | Set 1 | Set 2 | Set 3 | Set 4 | Set 5 | Total   | Relatório |
| ---------- | ---------- | ------------------------- | ------ | -------------------- | ----- | ----- | ----- | ----- | ----- | ------- | --------- |
| 17/01/2023 | 18:00      | Türk Hava Yolları         | 3–0    | Terville Florange    | 25–14 | 25–20 | 25–22 |       |       | 75–56   | Relatório |
| 17/01/2023 | 20:00      | Scandicci Savino Del Bene | 3–1    | Mladost Zagreb       | 25–15 | 25–14 | 20–25 | 25–15 |       | 95–69   | Relatório |
| 18/01/2023 | 18:00      | Královo Pole              | 2–3    | Olympiacos           | 25–23 | 23–25 | 24–26 | 25–22 | 7–15  | 104–111 | Relatório |
| 18/01/2023 | 18:00      | Békéscsabai RSE           | 2–3    | Schweriner SC        | 14–25 | 21–25 | 25–23 | 31–29 | 12–15 | 103–117 | Relatório |
| 18/01/2023 | 18:00      | Budowlani Łódź            | 3–1    | Gran Canaria Urbaser | 25–12 | 25–21 | 20–25 | 25–16 |       | 95–74   | Relatório |
| ->         | Golden set | Budowlani Łódź            | 1–0    | Gran Canaria Urbaser | 15–9  |       |       |       |       | 15–9    | Relatório |
| 18/01/2023 | 20:30      | Busto Arsizio             | 3–0    | OK Branik            | 25–11 | 25–14 | 25–17 |       |       | 75–42   | Relatório |
| 18/01/2023 | 20:30      | VDK Gent Dames            | 3–1    | CV Kiele Socuéllamos | 20–25 | 25–20 | 25–23 | 25–22 |       | 95–90   | Relatório |
| 19/01/2023 | 18:00      | Dukla Liberec             | 3–0    | Balatonfüredi RSE    | 25–17 | 25–17 | 25–23 |       |       | 75–57   | Relatório |

### Rodada de Playoff
| Equipe 1          | Total | Equipe 2                  | 1.º jogo | 2.º jogo |
| ----------------- | ----- | ------------------------- | -------- | -------- |
| Dukla Liberec     | 0–6   | Olympiacos                | 0–3      | 1–3      |
| Budowlani Łódź    | 6–0   | VDK Gent Dames            | 3–0      | 3–0      |
| Schweriner SC     | 1–5   | Scandicci Savino Del Bene | 2–3      | 0–3      |
| Türk Hava Yolları | 6–0   | Busto Arsizio             | 3–0      | 3–0      |

Jogos de ida
| Data       | Hora  |                           | Placar |                   | Set 1 | Set 2 | Set 3 | Set 4 | Set 5 | Total   | Relatório |
| ---------- | ----- | ------------------------- | ------ | ----------------- | ----- | ----- | ----- | ----- | ----- | ------- | --------- |
| 31/01/2023 | 20:30 | VDK Gent Dames            | 0–3    | Budowlani Łódź    | 20–25 | 18–25 | 18–25 |       |       | 56–75   | Relatório |
| 01/02/2023 | 19:00 | Olympiacos                | 3–0    | Dukla Liberec     | 25–19 | 25–13 | 25–15 |       |       | 75–47   | Relatório |
| 01/02/2023 | 20:00 | Scandicci Savino Del Bene | 3–2    | Schweriner SC     | 25–21 | 25–21 | 24–26 | 16–25 | 15–11 | 105–104 | Relatório |
| 01/02/2023 | 20:30 | Busto Arsizio             | 0–3    | Türk Hava Yolları | 20–25 | 14–25 | 21–25 |       |       | 55–75   | Relatório |

Jogos de volta
| Data       | Hora  |                   | Placar |                           | Set 1 | Set 2 | Set 3 | Set 4 | Set 5 | Total | Relatório |
| ---------- | ----- | ----------------- | ------ | ------------------------- | ----- | ----- | ----- | ----- | ----- | ----- | --------- |
| 07/02/2023 | 18:00 | Budowlani Łódź    | 3–0    | VDK Gent Dames            | 25–20 | 25–17 | 25–21 |       |       | 75–58 | Relatório |
| 08/02/2023 | 18:00 | Dukla Liberec     | 1–3    | Olympiacos                | 22–25 | 23–25 | 25–20 | 18–25 |       | 88–95 | Relatório |
| 08/02/2023 | 19:00 | Schweriner SC     | 0–3    | Scandicci Savino Del Bene | 19–25 | 27–29 | 19–25 |       |       | 65–79 | Relatório |
| 15/02/2023 | 19:00 | Türk Hava Yolları | 3–0    | Busto Arsizio             | 25–18 | 25–22 | 25–20 |       |       | 75–60 | Relatório |

### Quartas de final
| Equipe 1                  | Total | Equipe 2                   | 1.º jogo | 2.º jogo |
| ------------------------- | ----- | -------------------------- | -------- | -------- |
| Olympiacos                | 1–5   | CSM Târgoviște             | 2–3      | 1–3      |
| Budowlani Łódź            | 1–5   | CSM Volei Alba Blaj        | 1–3      | 2–3      |
| Scandicci Savino Del Bene | 6–0   | SC Potsdam                 | 3–0      | 3–1      |
| Türk Hava Yolları         | 6–0   | ASPTT Mulhouse Volley-Ball | 3–0      | 3–0      |

Jogos de ida
| Data       | Hora  |                            | Placar |                           | Set 1 | Set 2 | Set 3 | Set 4 | Set 5 | Total  | Relatório |
| ---------- | ----- | -------------------------- | ------ | ------------------------- | ----- | ----- | ----- | ----- | ----- | ------ | --------- |
| 21/02/2023 | 19:00 | ASPTT Mulhouse Volley-Ball | 0–3    | Türk Hava Yolları         | 18–25 | 15–25 | 16–25 |       |       | 49–75  | Relatório |
| 21/02/2023 | 19:30 | SC Potsdam                 | 0–3    | Scandicci Savino Del Bene | 27–29 | 24–26 | 19–25 |       |       | 70–80  | Relatório |
| 22/02/2023 | 18:00 | CSM Târgoviște             | 3–2    | Olympiacos                | 25–19 | 23–25 | 18–25 | 25–17 | 15–9  | 106–95 | Relatório |
| 22/02/2023 | 19:00 | CSM Volei Alba Blaj        | 3–1    | Budowlani Łódź            | 25–23 | 25–13 | 25–27 | 25–19 |       | 100–82 | Relatório |

Jogos de volta
| Data       | Hora  |                           | Placar |                            | Set 1 | Set 2 | Set 3 | Set 4 | Set 5 | Total   | Relatório |
| ---------- | ----- | ------------------------- | ------ | -------------------------- | ----- | ----- | ----- | ----- | ----- | ------- | --------- |
| 01/03/2023 | 18:00 | Türk Hava Yolları         | 3–0    | ASPTT Mulhouse Volley-Ball | 25–19 | 25–22 | 25–22 |       |       | 75–63   | Relatório |
| 01/03/2023 | 18:00 | Budowlani Łódź            | 2–3    | CSM Volei Alba Blaj        | 25–21 | 23–25 | 22–25 | 25–21 | 10–15 | 105–107 | Relatório |
| 01/03/2023 | 20:00 | Scandicci Savino Del Bene | 3–1    | SC Potsdam                 | 25–17 | 25–14 | 22–25 | 25–17 |       | 97–73   | Relatório |
| 02/03/2023 | 19:30 | Olympiacos                | 1–3    | CSM Târgoviște             | 24–26 | 13–25 | 25–19 | 16–25 |       | 78–95   | Relatório |

## Fase final

### Semifinais
| Equipe 1            | Total | Equipe 2                  | 1.º jogo | 2.º jogo |
| ------------------- | ----- | ------------------------- | -------- | -------- |
| CSM Volei Alba Blaj | 6–0   | CSM Târgoviște            | 3–0      | 3–1      |
| Türk Hava Yolları   | 2–4   | Scandicci Savino Del Bene | 0–3      | 3–2      |

Jogos de ida
| Data       | Hora  |                           | Placar |                     | Set 1 | Set 2 | Set 3 | Set 4 | Set 5 | Total | Relatório |
| ---------- | ----- | ------------------------- | ------ | ------------------- | ----- | ----- | ----- | ----- | ----- | ----- | --------- |
| 15/03/2023 | 18:00 | CSM Târgoviște            | 0–3    | CSM Volei Alba Blaj | 15–25 | 18–25 | 22–25 |       |       | 55–75 | Relatório |
| 14/03/2023 | 20:00 | Scandicci Savino Del Bene | 3–0    | Türk Hava Yolları   | 27–25 | 25–12 | 25–18 |       |       | 77–55 | Relatório |

Jogos de volta
| Data       | Hora  |                     | Placar |                           | Set 1 | Set 2 | Set 3 | Set 4 | Set 5 | Total   | Relatório |
| ---------- | ----- | ------------------- | ------ | ------------------------- | ----- | ----- | ----- | ----- | ----- | ------- | --------- |
| 23/03/2023 | 19:00 | CSM Volei Alba Blaj | 3–1    | CSM Târgoviște            | 25–21 | 25–23 | 19–25 | 25–20 |       | 94–89   | Relatório |
| 22/03/2023 | 19:00 | Türk Hava Yolları   | 3–2    | Scandicci Savino Del Bene | 25–21 | 18–25 | 26–24 | 23–25 | 15–10 | 107–105 | Relatório |

### Final
| Data       | Hora  |                           | Placar |                           | Set 1 | Set 2 | Set 3 | Set 4 | Set 5 | Total | Relatório |
| ---------- | ----- | ------------------------- | ------ | ------------------------- | ----- | ----- | ----- | ----- | ----- | ----- | --------- |
| 05/04/2023 | 19:00 | CSM Volei Alba Blaj       | 1–3    | Scandicci Savino Del Bene | 12–25 | 19–25 | 25–21 | 18–25 |       | 74–96 | Relatório |
| 12/04/2023 | 20:30 | Scandicci Savino Del Bene | 3–0    | CSM Volei Alba Blaj       | 25–18 | 25–12 | 25–11 |       |       | 75–41 | Relatório |

## Classificação final
| Posição | Equipe                      |
| ------- | --------------------------- |
|         | Scandicci Savino Del Bene   |
|         | CSM Volei Alba Blaj         |
| 3       | CSM Târgoviște              |
| 3       | Türk Hava Yolları           |
| 5       | Budowlani Łódź              |
| 5       | Olympiacos                  |
| 5       | SC Potsdam                  |
| 5       | ASPTT Mulhouse Volley-Ball  |
| 9       | Dukla Liberec               |
| 9       | Busto Arsizio               |
| 9       | Schweriner SC               |
| 9       | VDK Gent Dames              |
| 13      | Gran Canaria Urbaser        |
| 13      | CV Kiele Socuéllamos        |
| 13      | Královo Pole                |
| 13      | Mladost Zagreb              |
| 13      | OK Branik                   |
| 13      | Békéscsabai RSE             |
| 13      | Balatonfüredi RSE           |
| 13      | Terville Florange           |
| 21      | PAOK                        |
| 21      | ŽOK Železničar Lajkovac     |
| 21      | CS Orășenesc Voluntari      |
| 21      | OK Branik                   |
| 21      | Dresdner SC                 |
| 21      | Galatasaray Daikin Istanbul |
| 21      | LP Kangasala                |
| 21      | OK Kaštela                  |
| 21      | Venelles                    |
| 21      | Pölkky Kuusamo              |
| 21      | Volleybalclub Oudegem       |
| 21      | Neuchâtel Université        |
| 21      | UP Olomouc                  |
| 21      | Voléro Zürich               |
| 21      | Železničar Lajkovac         |

| Copa CEV de 2022-23                           |
| Itália                                        |
| --------------------------------------------- |
| Scandicci Savino Del Bene Campeão (1° título) |